# (8182) Akita
(8182) Akita est un astéroïde de la ceinture principale.

## Description
(8182) Akita est un astéroïde de la ceinture principale. Il fut découvert le 1er octobre 1992 à Kitami par Masayuki Yanai et Kazuro Watanabe. Il présente une orbite caractérisée par un demi-grand axe de 2,88 UA, une excentricité de 0,09 et une inclinaison de 1,9° par rapport à l'écliptique.

## Compléments